# Jérémie Makiese
Jérémie Makiese (* 15. Juni 2000 in Antwerpen) ist ein belgischer Sänger, der sein Heimatland Belgien beim Eurovision Song Contest 2022 in Italien vertrat.

## Leben
Jérémie Makieses Eltern stammen aus dem Kongo; er hat drei Brüder und eine Schwester. Geboren in Antwerpen, zog er im Alter von sechs Jahren nach Berchem-Sainte-Agathe/Sint-Agatha-Berchem. Es folgten weitere Wohnortwechsel, zunächst nach Dilbeek, dann nach Uccle/Ukkel.
Im Alter von 13 Jahren begann er in der Jugendauswahl des BX Brussels mit dem Fußballspielen. Im September 2021 unterschrieb er einen Einjahresvertrag bei Royal Excelsior Virton, nachdem er zuvor bei Jeunesse Molenbeek, Royal Wallonia Walhain und im Sommer 2021 kurz bei La Louvière Centre gespielt hatte.
Nach dem erfolgreich abgelegten Abitur studierte er Geologie.
Seine Gesangskarriere begann Makiese, ermutigt durch seine Mutter, im Schülerchor. Im Jahr 2020 nahm er bei der belgischen Ausgabe von The Voice teil, die er im Jahr 2021 als Sieger beendete.
Am 15. September 2021 wurde er als erster Teilnehmer für den Eurovision Song Contest 2022 ausgewählt. Am 10. März 2022 wurde dann sein Song Miss You vorgestellt. Er konnte sich für das Finale qualifizieren, wo er schließlich den 19. Platz erreichte.

## Diskografie
- 2022: Miss You
- 2023: Oasis